# 데모폰 (엘레우시스)
그리스 신화에서 데모폰(고대 그리스어: Δημοφῶν, 또는 Δημοφόων)은 켈레오스 왕과 메타네이라 왕비의 아들이다.

## 신화
데메테르는 자신의 딸 페르세포네를 찾는동안 도소라는 이름의 노파로 변신하였고, 아티카에 위치한 엘레우시스의 왕 켈레오스에게 환대를 받는다. 켈레오스는 메타네이라의 부탁으로 도소에게 아들 데모폰을 돌봐달라고 요청하였다.
데메테르는 자신을 환대한 켈레오스에게 보답하고자 데모폰을 신으로 만들 계획을 세웠다. 데메테르는 암브로시아를 데모폰의 몸에 붓고 적신 뒤 팔로 가슴에 안아 부드럽게 숨결을 불어넣었고, 그를 불사의 몸으로 만들고자 그가 가진 필멸의 혼을 매일밤 집안 난로에 불태웠다. 데메테르는 부모에게 알리지 않은 채 밤마다 데모폰을 잉걸불처럼 불 속에 묻었다.
데모폰의 어머니 메타네이라가 들어와 불 속의 아들을 보고 두려움에 비명을 지르자 데메테르는 분노하여 의식을 마무리할 수 없었고, 자신이 행하는 의식의 의도를 이해하지 못하는 어리석은 필멸자에게 탄식하였다. 데모폰은 죽음의 운명에서 벗어날 수 없게 되었으나, 데메테르의 행동은 사실상 그를 영웅 숭배의 대상으로 불멸화시키고자 준비하도록 향하고 있었다. 데모폰은 호메로스 찬가에서  〈데메테르에게 바치는 호메로스 찬가〉에서 데모폰은 살아남지만, 다른 판본의 스콜리아는 데모폰이 불 속에서 살아남지 못했다고 전한다.
미완의 불멸화는 데모폰을 죽음으로 몰았고, 그의 명예를 기리는 장례 경기가 의식적인 모의 전투의 형태로 엘레우시스에 만들어졌다. 발레토스라 부르는 이 유사 체육 행사는 아기 숭배영웅 데모폰의 죽음을 보상하는 의미를 띄고 계절마다 열렸다. 이 모의 전투는 엘레우시스 경기로 알려진 모든 복합 행사의 의식적 핵심으로 보인다.
데모폰을 불멸자로 만드는데 실패한 데메테르는 트립톨레모스에게 농업 기술을 가르쳐주었고, 그리스의 다른 지역도 트립톨레모스로부터 농작물을 심고 수확하는 법을 배우게 되었다. 트립톨레모슨은 데메테르와 페르세포네의 가호 아래 용이 그려진 전차를 타고 땅을 가로질러 날아다니며 그리스 전역에 농업 기술을 전파하는 임무를 완수할 수 있었다.